# Paradisio
Paradisio è stato un gruppo musicale eurodance belga che ha riscosso molto successo tra il 1996 e il 1998.

## Storia
Il progetto partì quando i produttori Patrick Samoy & Luc Rigaux (conosciuti anche come The Unity Mixers) conobbero María Garcia, una cantante spagnola, nel 1995.
Il singolo Bailando ha riscosso un grande successo nell'estate 1997 e ha raggiunto le prime posizioni delle classifiche di Belgio, Norvegia, Finlandia, Svezia, Francia e Italia. In Norvegia ha conquistato due dischi di platino mentre in Svezia ne ha conquistati 3 . Il brano è stato poi ripreso nell'estate del 1998 dalla cantante Loona, che ne ha replicato il successo.
Nell'autunno 1997 esce il secondo singolo Vamos A La Discoteca. Anche questo brano ottiene un buon successo nei vari paesi europei e si colloca nelle varie charts.
Nell'estate 1998 esce il terzo singolo Bandolero e in contemporanea l'album Paradisio,da cui viene estratto anche il singolo Paseo.
Nel 1999 esce il secondo ed ultimo album Discoteca ed esce il singolo Samba del Diablo. Dal 1999 viene sostituita la principale vocalist Marisa Garcia con Sandra Degregorio ed escono altri singoli di minor successo.

## Discografia

### Album
- 1997 – Paradisio
- 2011 – Noche Caliente

Album di remix
- 1998 – Discoteca
- 2011 – Havana

### Singoli
- 1995 – Un clima ideal
- 1996 – Bailando
- 1996 – Bandolero
- 1997 – Vamos a la discoteca
- 1997 – Dime como
- 1998 – Paseo
- 1999 – Samba Del Diablo
- 2000 – La Propaganda
- 2001 – Vamos A La Discoteca 2001 (feat. Alexandra)
- 2003 – Luz De La Luna

## Formazione
- Patrick Samoy - testi & produzione
- María Isabel García Asensio - voce in spagnolo 1995/1998
- Sandra Degregorio - voce 1999/2001
- Maria Del Rio - voce 2002
- Luc Rigaux - co-produzione 1995/1998